# Monobia paraguayensis
Monobia paraguayensis är en stekelart som beskrevs av Berton 1925. Monobia paraguayensis ingår i släktet Monobia och familjen Eumenidae. Inga underarter finns listade i Catalogue of Life.